# 金平本
金平本（きんぴらぼん）は、江戸時代に流行した金平浄瑠璃の正本（上演台本）。転じて古浄瑠璃の正本全般を指す場合もある。

## 概要
金平浄瑠璃の誕生にも関わった岡清兵衛が明暦4年（1658年）に刊行した『うじのひめきり』が最初とされる。万治・寛文期が最盛期に現存する作品の多くが出されている。延宝年間に6段・16行の構成が定型となる。金平浄瑠璃が衰退する享保年間まで刊行が確認されている。